# Eddie O'Sullivan
Eddie O'Sullivan (Youghal, 21 novembre 1958) è un ex rugbista a 15, allenatore di rugby a 15 e docente irlandese, già C.T. dell'Irlanda alla Coppa del Mondo di rugby 2007 e degli Stati Uniti a quella del 2011; dal 2014 è allenatore del Old Belvedere.

## Biografia
Proveniente da Youghal, nella contea di Cork, e nato in una famiglia dedita alla pesca del salmone, guadagnò i suoi primi soldi lavorando in un chiosco di fish and chips e successivamente anch'egli pescando.
Praticante diversi sport alle superiori, O'Sullivan fu bandito ufficialmente dalla squadra scolastica di calcio gaelico quando fu reso noto che egli e altri compagni di classe si erano dedicati a discipline «inglesi» come calcio e rugby; in effetti il bando gli fu imposto dal preside dell'istituto poco meno di 24 ore dopo che a quest'ultimo era giunta voce della partecipazione degli studenti a un incontro di calcio il giorno precedente.
Compì gli studi di educazione fisica al Thomond College di Limerick e divenne insegnante dopo la laurea, contemporaneamente giocando per il Garryowen con cui, nel 1986, giunse fino alla finale della Coppa Seniores della provincia di Munster contro lo Shannon, e rappresentando anche la stessa Munster.
Negli anni ottanta fu giocatore e allenatore e nel 1990 pubblicò Fitness for Rugby, un manuale che gli valse l'attenzione di Ciaran Fitzgerald, all'epoca C.T. dell'Irlanda, che gli affidò la preparazione atletica dei giocatori della squadra; ebbe successivamente un incarico di allenatore presso la provincia di Connacht prima di tornare in Federazione come assistente allenatore della Nazionale.
Nel 1997 raccolse un invito di Jack Clark ad associarsi a lui come assistente alla guida della Nazionale degli Stati Uniti in preparazione della Coppa del Mondo di rugby 1999, incarico che egli accettò; in tale periodo conobbe l'inglese Clive Woodward, del quale fu in seguito assistente in occasione del tour 2005 dei British Lions in Nuova Zelanda.
Non prescelto per la guida delle Eagles dopo la Coppa del Mondo e le dimissioni di Clark, tornò in Irlanda e nel 2001 assunse l'incarico di C.T. della Nazionale impegnata nelle qualificazioni alla Coppa del Mondo 2003; guadagnato il biglietto d'accesso alla competizione, ivi giunse fino ai quarti di finale per esservi sconfitto dalla Francia.
Nel 2005, come detto, fece parte della spedizione dei British Lions in Nuova Zelanda nello staff dell'inglese Clive Woodward, come allenatore dei tre quarti; il tour si risolse con tre sconfitte nei tre test match contro gli All Blacks.
Il 2006 e il 2007 lo videro guidare l'Irlanda in due successive mancate conquiste del Sei Nazioni per differenza punti, avendo chiuso il torneo a pari punti del vincitore (in entrambi i casi la Francia); alla successiva Coppa del Mondo di rugby 2007 non riuscì a qualificarsi ai quarti di finale, avendo perso nel proprio girone contro i padroni di casa francesi e l'Argentina; pochi mesi più tardi, dopo un Sei Nazioni 2008 terminato al quarto posto, rassegnò le proprie dimissioni dalla carica di commissario tecnico, pur potendo vantare all'epoca il primato, tuttora insuperato, di allenatore con il miglior rapporto tra vittorie e incontri disputati della storia internazionale irlandese, il 64 per cento, con la conquista del Triple Crown in tre edizioni del Sei Nazioni e l'ascesa della Nazionale al terzo posto del ranking IRB.
Un anno dopo le sue dimissioni accettò l'incarico di C.T. della Nazionale degli Stati Uniti, che guidò attraverso le qualificazioni alla Coppa del Mondo 2011, alla quale giunse dopo avere battuto l'Uruguay nello spareggio delle Americhe; nella competizione, incluso in un girone che vedeva anche Australia, Irlanda, Italia e Russia, colse la sua unica vittoria contro quest'ultima e una sconfitta onorevole (10-22) contro i suoi compatrioti.
Dopo un periodo dedicato alla consulenza tecnica con il Garryowen O'Sullivan dal 2014 al 2015 è stato allenatore del Biarritz, squadra francese retrocessa proprio in quell'anno in Pro D2.
Nel 2009 ha dato alle stampe la sua autobiografia, Never Die Wondering (Random House).